# ザコパネの別荘アトマのカロル・シマノフスキ博物館
ザコパネの別荘アトマのカロル・シマノフスキ博物館（ザコパネのべっそうアトマのカロル・シマノフスキはくぶつかん、ポーランド語: Muzeum Karola Szymanowskiego w willi „Atma” w Zakopanem、英: The Karol Szymanowski Museum in the Villa Atma in Zakopane）は、ポーランド南部に位置する山岳地方の町ザコパネにある博物館。ポーランドの作曲家であるカロル・シマノフスキの記念品の展示の他、コンサートも行っている。クラクフ国立博物館の分館の一つ。

## 概要
博物館は、もとはポーランドの建築家ヨゼフ・カスプルシュ＝シュトッホ（波: Józef Kaspruś-Stoch）が1890年に建てたザコパネ様式の別荘であり、ザコパネのカスプルシェ通りに面している。当初は平屋であったが、1925年に2階を増築しており、現在は7つの部屋と2つのユーティリティ・ルームをもっている。この改造の際につけられた別名「アトマ」はサンスクリットで「魂」すなわちヒンドゥー教における「魂の絶対的平安」を意味する。
カロル・シマノフスキは1930年から1936年までこの別荘に住んでいた。彼は1922年8月にザコパネに移り住んでおり、1923年にシュトッホの娘であるゾフィア・シュトチョーナとスタニスワフ・ヴァルチャックの結婚式がこの別荘で開かれた際に初めてここを訪れた。その後、彼はアトマを借り、ここで《ハルナシェ》や交響曲第4番、ヴァイオリン協奏曲第2番を作曲した。
1937年、シマノフスキの弟子であった作曲家ミハウ・コンドラツキによって博物館をつくることが提案された。しかし1967年、ワルシャワの新聞『ジチェ・ヴァルシャヴィ』に音楽評論家のズジスワフ・シエルピンスキが「誰がアトマの面倒を見るのか」という記事を寄稿したことで大きな反響を呼んだ。その後、彼とイェージー・ヴァルドルフの主導によって全国から寄付が集まったことで、1972年、ワルシャワ音楽協会がシュトッホの娘ゾフィアからアトマを買い取った。1974年にクラクフ国立博物館に移譲され、1976年3月6日に博物館として一般公開された。
開館1周年を迎える1977年3月4日から3月6日にかけて音楽祭「カロル・シマノフスキの日々」の初回が開催された。同年10月1日にはカロル・シマノフスキ音楽協会がこのアトマに設置された。それからは毎年、命日の3月29日に開かれる「室内楽の夕べ」と、7月の第1週に開催される「シマノフスキ音楽祭」を企画している。

## ギャラリー
- 復元されたシマノフスキの部屋
- 一室に置かれたグランドピアノ
- 展示されているシマノフスキの栄典
- 展示されているシマノフスキの遺品
- シマノフスキのデスマスク